# Leptogorgia chilensis
Leptogorgia chilensis är en korallart som beskrevs av Addison Emery Verrill 1868. Leptogorgia chilensis ingår i släktet Leptogorgia och familjen Gorgoniidae. Inga underarter finns listade i Catalogue of Life.